# Homaloptera orthogoniata
Homaloptera orthogoniata är en fiskart som beskrevs av Vaillant 1902. Homaloptera orthogoniata ingår i släktet Homaloptera och familjen grönlingsfiskar. Inga underarter finns listade i Catalogue of Life.